# Габер, Сигизмунд Иосифович
Сигизмунд Иосифович Габер (18 апреля 1896, Варшава, Варшавская губерния, Российская империя — 26 января 1946, Темлаг, Мордовская АССР, СССР) — советский дирижёр, педагог, аранжировщик и композитор, основатель симфонического оркестра Чувашской государственной филармонии.

## Биография
Учился в Варшавском музыкальном институте (1912—1914), по мобилизации ушёл в действующую армию. В 1920—1922 годах в Германии (в составе интернированной группы красноармейцев) брал уроки игры на скрипке. В 1922—1928 годах служил в музыкальных частях Красной армии в Орле, Ленинграде, Москве, Харькове, окончил капельмейстерский класс при Московской пехотной школе у С. А. Чернецкого (1926).
С апреля 1930 по июль 1937 года работал в Чебоксарах по приглашению композитора С. М. Максимова. Преподавал в Чебоксарском музыкально-театральном техникуме, вёл классы: духовые инструменты, инструментовка, духовой оркестр; в 1930—1931 годах — директор техникума. Среди учеников С. И. Габера были: трубач А. И. Иванов, военные капельмейстеры П. К. Алёшин, П. Е. Галактионов, К. П. Волков, Ф. Г. Чемоданов, И. Л. Лукоянов, Н. Мартьянов, Г. Д. Мордвинов.
В 1932 году из преподавателей и старшекурсников техникума Сигизмунд Габер организовал Чувашский государственный симфонический оркестр, был его главным дирижёром по 1936 год. По заказам Госмузиздата подготовил и опубликовал несколько десятков переложений разных композиторов для духового оркестра, в том числе «Чувашский марш» (на темы С. М. Максимова и С. Е. Слонова). Оркестровал и исполнял произведения чувашских композиторов для симфонического и духового оркестров. В инструментовке С. И. Габера издавались произведения В. П. Воробьёва, В. М. Кривоносова, С. М. Максимова, Ф. П. Павлова, Н. Чернышова. «Чувашский марш» и ещё несколько маршей, сочинённые Габером, вошли в военно-строевой репертуар оркестров Красной армии.
28 июля 1937 года был арестован по обвинению в «шпионаже в пользу иностранной разведки». 22 сентября 1938 года спецтройкой при НКВД ЧАССР был приговорён к заключению в ИТЛ сроком на десять лет. 26 января 1946 года С. И. Габер умер в Темлаге. Похоронен на станции Сухобезводное в Нижегородской области. 16 ноября 1955 года был посмертно реабилитирован Президиумом Верховного суда ЧАССР за недоказанностью обвинения.